# Дрюлль, Эльке
Эльке Дорис Дрюлль (в замужестве — Шпринк) (нем. Elke Doris Drüll (Sprink), род. 1 апреля 1956, Нойс, Северный Рейн-Вестфалия) — немецкая хоккеистка (хоккей на траве), полевой игрок. Серебряный призёр летних Олимпийских игр 1984 года, чемпионка мира 1981 года, бронзовый призёр чемпионата Европы 1984 года.

## Биография
Эльке Дрюлль родилась 1 апреля 1956 года в западногерманском городе Нойс.
Начала играть в хоккей на траве в «Шварц-Вайс» из Нойса, затем за «Раффельберг» из Дуйсбурга, «Блау-Вайс» из Кёльна, после чего вернулась в «Шварц-Вайс».
В 1981 году завоевала золотую медаль на чемпионате мира в Буэнос-Айресе и чемпионате Европы по индорхоккею в Западном Берлине.
В 1984 году завоевала бронзовую медаль чемпионата Европы в Лилле.
В том же году вошла в состав женской сборной ФРГ по хоккею на траве на летних Олимпийских играх в Лос-Анджелесе и завоевала серебряную медаль. Играла в поле, провела 1 матч, мячей не забивала.
В 1979—1984 годах провела за сборную ФРГ 61 матч (52 на открытых полях, 9 в помещении).
Впоследствии возглавила направление хоккея на траве в клубе «Шварц-Вайс».

## Семья
Дочь Анника Шпринк (род. 1995) также выступает за женскую сборную Германии по хоккею на траве, в 2016 году завоевала бронзовую медаль летних Олимпийских игр в Рио-де-Жанейро.